# Volta a Cataluña 1964
La Volta a Cataluña 1964 fue la 44.ª edición de la Volta a Cataluña. Se disputó en 9 etapas del 13 al 20 de septiembre de 1964 con un total de 1.290,9 km. El vencedor final fue el francés Joseph Carrara del equipo Pelforth-Sauvage-Lejeune por delante del italiano Pasquale Fabbri del Ignis y del español José María Errandonea también del Pelforth-Sauvage-Lejeune.
La cuarta y la octava etapas estaban divididas en dos sectores. Hubo dos contrarrelojes individuales; una en el segundo sector de la cuarta etapa con una cronoescalada en Campelles, y la otra en el segundo sector de la octava etapa en Salou.

## Etapas
| Etapa | Fecha            | Ciudades de etapa                             | km    | Vencedor de la etapa    | Líder de la general |
| ----- | ---------------- | --------------------------------------------- | ----- | ----------------------- | ------------------- |
| 1.ª   | 13 de septiembre | Castelldefels – Barcelona                     | 69,0  | Primo Nardello          | Primo Nardello      |
| 2.ª   | 13 de septiembre | Barcelona – Calella                           | 94,0  | José Pérez Francés      | José Pérez Francés  |
| 3.ª   | 14 de septiembre | Calella – Lloret de Mar                       | 191,0 | Roberto Morales         | Roberto Morales     |
| 4.ª A | 15 de septiembre | Lloret de Mar - Ribas de Freser               | 137,0 | Joseph Carrara          | Joseph Carrara      |
| 4.ª B | 15 de septiembre | Campellas (CRI)                               | 6,0   | Francisco Gabica        | Joseph Carrara      |
| 5.ª   | 16 de septiembre | Ribas de Freser - San Julián de Loria Andorra | 114,0 | Jacinto Urrestarazu     | Joseph Carrara      |
| 6.ª   | 17 de septiembre | San Julián de Loria AND - Tarragona           | 229,0 | Winfried Bölke          | Joseph Carrara      |
| 7.ª   | 18 de septiembre | Tarragona - Alcanar                           | 186,0 | José Pérez Francés      | Joseph Carrara      |
| 8.ª A | 19 de septiembre | Alcanar - Salou                               | 97,0  | Piet Rentmeester        | Joseph Carrara      |
| 8.ª B | 19 de septiembre | Salou - Salou (CRI)                           | 18,9  | Antonio Gómez del Moral | Joseph Carrara      |
| 9.ª   | 20 de septiembre | Salou - Barcelona                             | 149,0 | Valentín Uriona         | Joseph Carrara      |

### 1.ª etapa[1]
13-09-1964: Castelldefels – Barcelona, 69,0:
|   | Ciclista           | Equipo     | Tiempo     |
| - | ------------------ | ---------- | ---------- |
| 1 | Primo Nardello     | Ignis      | 1h 38' 37" |
| 2 | José Pérez Francés | Ferrys     | m. t.      |
| 3 | Théo Mertens       | Peugeot-BP | m. t.      |

|   | Ciclista           | Equip      | Temps      |
| - | ------------------ | ---------- | ---------- |
| 1 | Primo Nardello     | Ignis      | 1h 38' 37" |
| 2 | José Pérez Francés | Ferrys     | m. t.      |
| 3 | Théo Mertens       | Peugeot-BP | m. t.      |

### 2.ª etapa
13-09-1964: Barcelona – Calella, 94,0 km.:
|   | Ciclista           | Equipo     | Tiempo     |
| - | ------------------ | ---------- | ---------- |
| 1 | José Pérez Francés | Ferrys     | 2h 11' 27" |
| 2 | Antón Barrutia     | Kas        | m. t.      |
| 3 | Claude Gabard      | Peugeot-BP | m. t.      |

|   | Ciclista           | Equipo | Tiempo     |
| - | ------------------ | ------ | ---------- |
| 1 | José Pérez Francés | Ferrys | 3h 50' 04" |
| 2 | Primo Nardello     | Ignis  | m. t.      |
| 3 | Antón Barrutia     | Kas    | m. t.      |

### 3.ª etapa
14-09-1964: Calella – Lloret de Mar, 191,0 km.:
|   | Ciclista          | Equipo | Tiempo     |
| - | ----------------- | ------ | ---------- |
| 1 | Roberto Morales   | Ignis  | 5h 50' 25" |
| 2 | Rogelio Hernández | Ferrys | + 1' 43"   |
| 3 | Juan Álvarez      | Inuri  | m. t.      |

|   | Ciclista          | Equipo                   | Tiempo     |
| - | ----------------- | ------------------------ | ---------- |
| 1 | Roberto Morales   | Ignis                    | 9h 40' 29" |
| 2 | Rogelio Hernández | Ferrys                   | + 2' 33"   |
| 3 | François Mahé     | Pelforth-Sauvage-Lejeune | + 3' 31"   |

### 4.ª etapa[2]
15-09-1964: (4A Lloret de Mar - Ribas de Freser 137 km) y (4B Campellas 161 km CRI):
|   | Ciclista              | Equipo                   | Tiempo     |
| - | --------------------- | ------------------------ | ---------- |
| 1 | Joseph Carrara        | Pelforth-Sauvage-Lejeune | 3h 53' 20" |
| 2 | José María Errandonea | Kas                      | + 4' 05"   |
| 3 | Pasquale Fabbri       | Ignis                    | + 4' 06"   |

|   | Ciclista                | Equipo           | Tiempo  |
| - | ----------------------- | ---------------- | ------- |
| 1 | Francisco Gabica        | Kas              | 14' 40" |
| 2 | Antonio Gómez del Moral | Ignis            | + 34"   |
| 3 | Angelino Soler          | Masias Catalanas | + 35"   |

|   | Ciclista             | Equipo                   | Tiempo     |
| - | -------------------- | ------------------------ | ---------- |
| 1 | Joseph Carrara       | Pelforth-Sauvage-Lejeune | 4h 10' 08" |
| 2 | Manuel Martín Piñera | Kas                      | + 3' 31"   |
| 3 | Pasquale Fabbri      | Ignis                    | + 3' 59"   |

|   | Ciclista         | Equipo                   | Tiempo      |
| - | ---------------- | ------------------------ | ----------- |
| 1 | Joseph Carrara   | Pelforth-Sauvage-Lejeune | 13h 54' 44" |
| 2 | Pasquale Fabbri  | Ignis                    | + 3' 59"    |
| 3 | José Luis Bilbao | Inuri                    | + 6' 24"    |

### 5.ª etapa A[3]
16-09-1964: Ribas de Freser - San Julián de Loria, 114,0 km.:
|   | Ciclista            | Equipo | Tiempo     |
| - | ------------------- | ------ | ---------- |
| 1 | Jacinto Urrestarazu | Inuri  | 3h 09' 06" |
| 2 | José Pérez Francés  | Ferrys | + 01"      |
| 3 | Piet Rentmeester    | Kas    | + 02"      |

|   | Ciclista         | Equipo                   | Tiempo      |
| - | ---------------- | ------------------------ | ----------- |
| 1 | Joseph Carrara   | Pelforth-Sauvage-Lejeune | 17h 04' 26" |
| 2 | Pasquale Fabbri  | Ignis                    | + 3' 29"    |
| 3 | José Luis Bilbao | Inuri                    | + 5' 54"    |

### 6.ª etapa A[4]
17-09-1964: San Julián de Loria - Tarragona, 229,0 km.:
|   | Ciclista         | Equipo                   | Tiempo     |
| - | ---------------- | ------------------------ | ---------- |
| 1 | Winfried Bölke   | Peugeot-BP               | 6h 32' 47" |
| 2 | Hubert Ferrer    | Pelforth-Sauvage-Lejeune | + 14"      |
| 3 | Aurelio González | Kas                      | m. t.      |

|   | Ciclista         | Equipo                   | Tiempo      |
| - | ---------------- | ------------------------ | ----------- |
| 1 | Joseph Carrara   | Pelforth-Sauvage-Lejeune | 23h 40' 38" |
| 2 | Pasquale Fabbri  | Ignis                    | + 3' 29"    |
| 3 | José Luis Bilbao | Inuri                    | + 5' 54"    |

### 7.ª etapa A[5]
18-09-1964: Tarragona - Alcanar, 186,0 km.:
|   | Ciclista           | Equipo     | Tiempo     |
| - | ------------------ | ---------- | ---------- |
| 1 | José Pérez Francés | Ferrys     | 5h 19' 16" |
| 2 | Piet Rentmeester   | Kas        | m. t.      |
| 3 | Winfried Bölke     | Peugeot-BP | m. t.      |

|   | Ciclista          | Equipo                   | Tiempo      |
| - | ----------------- | ------------------------ | ----------- |
| 1 | Joseph Carrara    | Pelforth-Sauvage-Lejeune | 23h 40' 38" |
| 2 | Pasquale Fabbri   | Ignis                    | + 3' 29"    |
| 3 | Salvador Honrubia | Ferrys                   | + 6' 05"    |

### 8.ª etapa[6]
19-09-1964: (8A Alcanar - Salou 97 km) y (8B Salou - Salou 18,9 km CRI):
|   | Ciclista              | Equipo | Tiempo     |
| - | --------------------- | ------ | ---------- |
| 1 | Piet Rentmeester      | Kas    | 2h 31' 10" |
| 2 | Primo Nardello        | Ignis  | m. t.      |
| 3 | José María Errandonea | Kas    | m. t.      |

|   | Ciclista                | Equipo | Tiempo  |
| - | ----------------------- | ------ | ------- |
| 1 | Antonio Gómez del Moral | Ignis  | 25' 40" |
| 2 | Francisco Gabica        | Kas    | + 07"   |
| 3 | Valentín Uriona         | Kas    | m. t.   |

|   | Ciclista              | Equipo | Tiempo     |
| - | --------------------- | ------ | ---------- |
| 1 | José María Errandonea | Kas    | 2h 57' 25" |
| 2 | Rogelio Hernández     | Ferrys | + 56"      |
| 3 | Juan María Balier     | Inuri  | + 59"      |

|   | Ciclista              | Equipo                   | Tiempo      |
| - | --------------------- | ------------------------ | ----------- |
| 1 | Joseph Carrara        | Pelforth-Sauvage-Lejeune | 32h 11' 50" |
| 2 | Pasquale Fabbri       | Ignis                    | + 3' 13"    |
| 3 | José María Errandonea | Kas                      | + 4' 05"    |

### 9.ª etapa A[7]
20-09-1964: Salou - Barcelona, 149,0 km.:
|   | Ciclista            | Equipo | Tiempo     |
| - | ------------------- | ------ | ---------- |
| 1 | Valentín Uriona     | Kas    | 4h 01' 44" |
| 2 | Fernando Manzaneque | Ferrys | + 02"      |
| 3 | Jacinto Urrestarazu | Inuri  | + 43"      |

|   | Ciclista              | Equipo                   | Tiempo      |
| - | --------------------- | ------------------------ | ----------- |
| 1 | Joseph Carrara        | Pelforth-Sauvage-Lejeune | 36h 14' 17" |
| 2 | Pasquale Fabbri       | Ignis                    | + 3' 13"    |
| 3 | José María Errandonea | Kas                      | + 4' 05"    |

## Clasificación General
|    | Ciclista                | Equipo                   | Tiempo      |
| -- | ----------------------- | ------------------------ | ----------- |
|    | Joseph Carrara          | Pelforth-Sauvage-Lejeune | 36h 14' 17" |
| 2  | Pasquale Fabbri         | Ignis                    | + 3' 13"    |
| 3  | José María Errandonea   | Kas                      | + 4' 05"    |
| 4  | Salvador Honrubia       | Ferrys                   | + 7' 16"    |
| 5  | Rogelio Hernández       | Ferrys                   | + 8' 32"    |
| 6  | Fernando Manzaneque     | Ferrys                   | + 8' 47"    |
| 7  | Primo Nardello          | Ignis                    | + 9' 02"    |
| 8  | Francisco Gabica        | Kas                      | + 10' 28"   |
| 9  | Antonio Gómez del Moral | Ignis                    | + 10' 53"   |
| 10 | Angelino Soler          | Masias Catalanas         | + 11' 24"   |

## Clasificaciones secundarias
|   | Ciclista                | Equipo | Puntos    |
| - | ----------------------- | ------ | --------- |
| 1 | Antonio Gómez del Moral | Ignis  | 33 puntos |
| 2 | Sebastián Elorza        | Kas    | 31 puntos |
| 3 | Rogelio Hernández       | Ferrys | 18 puntos |

|   | Ciclista           | Equipo | Puntos   |
| - | ------------------ | ------ | -------- |
| 1 | Carlos Echeverría  | Kas    | 5 puntos |
| 2 | Martín Colmenarejo | Ignis  | 5 puntos |

|   | Ciclista            | Equipo | Puntos    |
| - | ------------------- | ------ | --------- |
| 1 | Primo Nardello      | Ignis  | 45 puntos |
| 2 | José Pérez Francés  | Ferrys | 44 puntos |
| 3 | Jacinto Urrestarazu | Inuri  | 32 puntos |

|   | Equipo                   | Nacionalidad | Tiempo       |
| - | ------------------------ | ------------ | ------------ |
| 1 | Ferrys                   | España       | 145h 34' 19" |
| 2 | Ignis                    | Italia       | + 02' 38"    |
| 3 | Pelforth-Sauvage-Lejeune | Francia      | + 18' 32"    |